# WBEN
Koordinaten: 42° 58′ 42″ N, 78° 57′ 26″ W
WBEN („Newsradio 930“) ist ein Talkradio-Sender aus Buffalo, New York. Die Station erreicht Buffalo und seine Vorstädte, die Niagara Falls Region und Western New York genauso wie das südliche Ontario in Kanada.
WBEN sendet eine Mischung aus lokalen und nationalen Syndikat-Programmen von CBS Radio. Zu den regionalen Produktionen gehören die „Buffalo's Morning News“. Im Programm findet sich die von iHeartMedia produzierten konservativen Shows von Rush Limbaugh, Sean Hannity, Michael Savage und das Mystery Programm „Coast to Coast AM“.
Die Sender von WBEN befinden sich in Grand Island, New York, wohingegen die Studios sich in Amherst (New York) befinden. Dort sind auch die Studios der anderen Entercoms Schwestersender untergebracht. WBEN gehört dem Radiokonzern Entercom. Das Unternehmen besitzt insgesamt mit WGR, WKSE, WTSS, WWKB, WWWS und WLKK insgesamt sieben Radiostationen auf dem Radiomarkt von Buffalo.
Die Station strahlt mit 5 kW auf Mittelwelle 930 kHz ab und verwendet nachts gerichtete Antennen. Sie wurde von der FCC als Class-B Station lizenziert. WBEN wird auch von der FM Station WKSE auf ihrem HD-Radio Kanal 3 übertragen.